# 伊豆富士見ランド
伊豆富士見ランド（いずふじみランド）は、静岡県田方郡韮山町（現・伊豆の国市）にかつて存在した遊園地である。1999年（平成11年）に閉鎖された。

## 概要
1966年（昭和41年）、日通伊豆観光開発の運営による、「日通伊豆富士見ランド」として開業し、伊豆箱根鉄道への経営譲渡（1980年）に伴って「伊豆富士見ランド」に改称された。
園内には、ホテルなどの宿泊施設やジャングル風呂、大宴会場、また屋外には坂道を走り下るソープカー、リフト、大観覧車、ベビーゴルフ、フィールドアーチェリー、プール（冬はスケート場）などさまざまな遊戯施設があり、岡本太郎作の「太陽の鐘」もあった（同作品は群馬県前橋市に移設され、周辺整備の後2018年3月31日より一般公開されている）。1966年に公開された映画、『クレージー大作戦』では、開園直後の当園がロケ地として使われており、当時の様子を知ることができる。
来園者の減少に伴い、1999年（平成11年）に閉鎖され、跡地は翌年より日本通運の伊豆研修センターとして使われている。